# Fernández Solar Szent Terézia
Fernández Solar Szent Terézia vagy Jézusról nevezett Los Andes-i Szent Terézia, családi nevén Johanna Fernández Solar (Santiago de Chile, Chile,  1900. július 13. – Los Andes, Chile,  1920. április 12.) az első chilei és a karmeliták első Európán kívül élt szentje.

## Élete
Gyermekkorát a francia Szent Szív Apácák intézetében töltötte. 1919. május 7-én Los Andes városban csatlakozott a karmelita rendhez. Saját állítása szerint imádságaiban Isten megmondta neki, hogy korán el fog halálozni. Élete során sok belső kísértést és lelki szenvedést élt át. Tífuszban betegedett meg. 1920. április 7-én fölvette az utolsó szentségeket és letette szerzetesi fogadalmát. Öt nap múlva elhunyt.
1987. április 3-án Santiago de Chilében II. János Pál pápa boldoggá avatta, majd 1993. március 21-én Rómában szentté.